# Siergiej Smirnow (pisarz)
Siergiej Siergiejewicz Smirnow (ros. Серге́й Серге́евич Смирно́в; ur. 1915, zm. 1976) – radziecki pisarz i historyk. Ojciec aktora Andrieja Smirnowa. Za książkę Twierdza Brzeska (Брестская крепость) otrzymał Nagrodę Leninowską. Pochowany na Cmentarzu Nowodziewiczym w Moskwie.

## Książki
- S. Smirnow, Stalingrad nad Dnieprem (tł. A. Czyż), Wydawnictwo Ministerstwa Obrony Narodowej, Warszawa 1956[2].